# Damanek
Damanek / Domanek (cyr. Доманек) – wieś w Kosowie, w regionie Prizren, w gminie Malishevë/Mališevo. W 2011 roku liczyła 474 mieszkańców. 